# حزب الغد
حزب الغد هو حزب سياسي مصري ليبرالي التوجه أسسه المحامي أيمن نور في عام 2004. حصل رئيس الحزب أيمن نور على المركز الثاني في أول انتخابات رئاسية تعددية مباشرة في تاريخ جمهورية مصر والتي تمت في 2005. دار نزاع حاد بين رئيس الحزب أيمن نور ونائبه موسى مصطفي موسى على رئاسة الحزب منذ سبتمبر 2005 حتى حسمت لجنة شئون الأحزاب الصراع بالاعتراف بموسى رئيسا للحزب في مايو 2011. ثم اندمج الحزب مع 24 حزب آخر في حزب المؤتمر المصري في سبتمبر 2012.

## تاريخ الحزب
نجح أيمن نور في تأسيس حزب الغد في 27 أكتوبر 2004 بعد رفضه لثلاث مرات متتالية من قبل لجنة شؤون الأحزاب التي يهيمن عليها أعضاء الحزب الوطني الديمقراطي الحاكم. وبعد مرور 3 أشهر من تأسيس الحزب، تم القبض علي أيمن نور في يناير 2005 بتهمة تزوير في توكيلات تأسيس الحزب. أخلت النيابة سبيله بعد مضي 40 يوم قبل أن تصدر المحكمة حكم بالسجن المشدد 5 سنوات في ديسمبر 2005. دافع نور عن نفسه مرددا إن القضية سياسية وإن الهدف منها الخلاص من نشاطه السياسي.
دفع الحزب بمؤسسه أيمن نور في انتخابات الرئاسة المصرية 2005 التي أقيمت في سبتمبر وهي أول انتخابات رئاسية تعددية مباشرة في تاريخ جمهورية مصر العربية. حصل نور على المركز الثاني خلف حسني مبارك بعد حصوله على نحو 540 ألف صوت (ما يساوي 7.5% من إجمالي الأصوات) طبقا للأرقام الرسمية.
حدث انقسام حاد في الحزب في عام 2005 بين رئيس الحزب أيمن نور وبين نائبه موسي مصطفي موسي. فقد أصدر نور في اجتماع للهيئة العليا قرارات باستبعاد وفصل أربعة من كبار المسئولين منهم موسى في سبتمبر 2005، وقد عقب موسى على ذلك بعزل وفصل نور ومجموعة من مؤيديه في اجتماع آخر للهيئة العليا.
ثم أعلن موسى نفسه رئيسا شرعيا للحزب من قبل الجمعية العمومية في أكتوبر 2005. أدي ذلك الانقسام إلي وجود هيكلين حزبيين يدعي كل منهما انه حزب الغد ويتحدث باسمه.
ثم تعرض مقر الحزب لحريق «متعمد» في نوفمبر 2008 بعد اشتباكات بين أنصار الكتلتين المتصارعين على زعامة الحزب. واتهمت جميلة إسماعيل، زوجة أيمن نور، أنصار موسى بالوقوف وراء الحريق لمنع الجمعية العمومية للحزب من الانعقاد في موعدها.
وانتهى الصراع على زعامة الحزب في مايو 2011 بعد ما اعترفت لجنة شئون الأحزاب بموسى رئيسا للحزب ومن ثم شرع نور في تأسيس حزب جديد اسمه حزب غد الثورة.